# そんな彼なら捨てちゃえば?
『そんな彼なら捨てちゃえば?』（He's Just Not That into You）は、2009年のアメリカ映画。テレビシリーズ『Sex and the City』の脚本家グレッグ・ベーレントとリズ・タシーロ原作の『そんな彼ならすてちゃえば』及び『恋愛修行 最高のパートナーと結婚するための恋愛心得』を映画化。全米第1位初登場と大ヒットした。なお原題の直訳は「彼はあなたに興味がない」。

## ストーリー
ジャニーン（ジェニファー・コネリー）から、家の改築不動産業者コナー（ケヴィン・コナリー）を、紹介してもらってデートをするジジ（ジニファー・グッドウィン）は、すでに彼に夢中に。だがコナーには、片思い中のアンナ（スカーレット・ヨハンソン）がいた。
アンナは、ひょんなことから知り合ったジャニーンの夫であるベン（ブラッドリー・クーパー）に惹かれてしまう。
ベンの友人ニール（ベン・アフレック）には7年間同棲している恋人ベス（ジェニファー・アニストン）がいて、彼女は結婚を申し込んでこないニールに対して毎日不満を持って生活していた。
一方ジジは、コナーから連絡がなくモヤモヤが募り彼の行きつけのバーで待ち伏せしてしまう。バーの店長で、コナーの友達であるアレックス（ジャスティン・ロング）にそれがバレてしまい、彼に相談するようになる。
微妙に繋がり合うこの人物達の恋愛を通して、恋愛において大切なものを暗示するラブコメディー映画。

## キャスト
※括弧内は日本語吹き替え
- ベス・バーレット - ジェニファー・アニストン（鈴木麻里子）
- ニール・ジョーンズ - ベン・アフレック（咲野俊介）
- メアリー・ハリス - ドリュー・バリモア（石塚理恵）
- ジャニーン・ガンダース - ジェニファー・コネリー（林真里花）
- コナー・バリー - ケヴィン・コナリー（落合弘治）
- ベン・ガンダース - ブラッドリー・クーパー（竹若拓磨）
- ジジ・フィリップス - ジニファー・グッドウィン（園崎未恵）
- アンナ・マークス - スカーレット・ヨハンソン（北西純子）
- ロッド・マーフィ - クリス・クリストファーソン（小山武宏）
- アレックス - ジャスティン・ロング（浪川大輔）
- 公園で泣く5歳の少女 - モーガン・リリー

## 地上波放送
2012年6月1日、日本テレビ「金曜ロードSHOW!」で地上波初放送。

## 製作の背景
メリーランド州ボルチモアで撮影が行われた。
当初は2008年10月24日公開予定だったが、2009年2月13日に変更。さらに、2009年2月6日に公開が変更となった。

## 評価
レビュー・アグリゲーターのRotten Tomatoesでは169件のレビューで支持率は41%、平均点は5.20/10となった。Metacriticでは32件のレビューを基に加重平均値が47/100となった。